# 55559 Briancraine
55559 Briancraine è un asteroide della fascia principale. Scoperto nel 2001, presenta un'orbita caratterizzata da un semiasse maggiore pari a 3,1114228 au e da un'eccentricità di 0,1498053, inclinata di 19,11673° rispetto all'eclittica.